# 정탁 (익경공)
정탁(鄭擢, 1363년 ~ 1423년)은 고려 말 조선 초의 문신으로, 자는 축은(築隱), 호는 춘곡(春谷), 시호는 익경(翼景)이며, 본관은 청주 정씨(淸州 鄭氏)이다. 고려 춘추관 수찬 등과 조선 사헌부 지평 등을 거쳐 조선 우의정 직책을 지냈다.

## 이력
- 1382년(우왕8) 춘추관 수찬(春秋館 修撰),사헌부규정(司憲府糾正),호조좌랑,병조좌랑
- 1392년(태조1) 개국공신 1등 책록,사헌부 지평(司憲府 持平),교주강릉도안렴부사(交州江陵道按廉副使),성균대사성
- 1396년(태조5) 좌승지(左承旨)
- 1398년 도평의사사사(都評議使司事) 청성군(淸城君),정사공신(定社功臣)2등 책록,중추원첨서사(中樞院簽書事),춘추관대학사(春秋館大學士),의정부지사(議政府知事),삼사우사(三司右使)
- 1405년(태종5) 개성유후사유후(開城留後司留後)
- 1408년 고부청시사(告訃請諡使),세자좌빈객(世子左賓客)
- 1411년 의정부참찬사(議政府參贊事)
- 1415년 부원군(府院君)
- 1421년(세종3) 진하사(進賀使),우의정